# Dom Baldera
Dom Baldera (fin. Balderin talo) – zabytkowy dom w stolicy Finlandii, Helsinkach. Jeden z najstarszych murowanych domów mieszkalnych w tym mieście.

## Położenie
Dom Baldera znajduje się w dzielnicy Kruununhaka, pod adresem Aleksanterinkatu 12 (narożny z Helenankatu). Sąsiednim budynkiem jest Dom Brummera.

## Historia
Zbudowany został w 1814 r. w modnym wówczas stylu empire. Zaprojektowany został przez wybitnego architekta, Pehra Granstedta (1764-1828), który w tym samym roku zaprojektował również w Helsinkach ogromny miejski pałac dla bogatego kupca Heidenstraucha – obecny Pałac Prezydencki. W 1931 r. na części budynku od strony Aleksanterinkatu dobudowano drugie piętro. Obecnie (2018 r.) mieści się tu m.in. kawiarnia (Café Balder) i sklep z wyrobami ceramicznymi.

## Architektura
Budynek murowany, po części jedno- i dwupiętrowy. Drugie piętro znacznie wyższe od pozostałych kondygnacji. Parter oddziela od wyższych kondygnacji wąski gzyms. Fasada od strony Aleksanterinkatu siedmioosiowa (na drugim piętrze brak okien w skrajnych osiach). Otwory okienne prostokątne, w obrębie pierwszego piętra zwieńczone od góry prostymi gzymsami, drugiego piętra – półkolistymi naczólkami